# Módulo de elasticidade transversal
Módulo de elasticidade transversal ou Módulo transversal é representado pela letra G, pode ser definido em função do módulo de elasticidade ({\displaystyle E}) e do coeficiente de Poisson ({\displaystyle v}).
{\displaystyle G=E/2(1+v)}
O módulo de elasticidade transversal {\displaystyle G} de qualquer material é menor que a metade, mas maior que um terço do módulo de elasticidade {\displaystyle E} desse material.
G=75,0 GPa é um valor típico para um aço.